# L'uomo dell'acqua santa
L'uomo dell'acquasanta (Le Donneur d’eau bénite) è un racconto di Guy de Maupassant fatto pubblicare per la prima volta nel 1877, inizialmente sulla rivista La Mosaïque del giorno 10 di novembre sotto lo pseudonimo di Guy de Valmont.

## Trama
Una coppia era riuscita in età avanzata ad avere un figlio di nome Jean, che però morì improvvisamente all'età di cinque anni. A seguito della disgrazia occorsagli vendono tutto quel che possiedono e cominciano a vagare per le strade alla disperata ricerca del loro unico figlio perduto.
Quindici anni dopo, sempre continuando a cercarlo, implorano il cielo di averlo fatto sopravvivere. Delle anime di buon cuore mosse a compassione allora consigliano loro di recarsi a Parigi, in una particolare chiesa, ove l'anziana madre pensa di intravedere in un giovane uomo che si era avvicinato all'acquasantiera il volto di suo marito quando questi era giovane. 
Si tratta davvero del loro figlio Jean redivivo: egli era stato rapito dagli zingari saltimbanchi di un circo itinerante e successivamente raccolto da una signora benestante che lo aveva designato come proprio erede.
Quella sera i due anziani non vogliono più addormentarsi per il timore di poter vedere la loro rinnovata felicità svanire nuovamente nel nulla.

## Edizione
Il racconto è pubblicato per la prima volta su "La Mosaïque" del 10 novembre 1877, con lo pseudonimo Guy de Valmont.

## Tematiche
- rivelazione tardiva
- crudeltà delle notazioni negative